# Pulwama
Pulwama är en ort i Indien.   Den ligger i unionsterritoriet Jammu och Kashmir, i den norra delen av landet, 600 km norr om huvudstaden New Delhi. Pulwama ligger 1 648 meter över havet och antalet invånare är 20 071.
Terrängen runt Pulwama är platt åt nordost, men åt sydväst är den kuperad. Runt Pulwama är det tätbefolkat, med 762 invånare per kvadratkilometer. Pulwama är det största samhället i trakten. Trakten runt Pulwama består till största delen av jordbruksmark.